# All'ombra del patibolo
All'ombra del patibolo (Run for Cover) è un film del 1955 diretto da Nicholas Ray.
Il film è un western "psicologico" nel quale è centrale il rapporto tra un uomo ed un ragazzo, tema caro al regista che ha diretto, tra gli altri, Gioventù bruciata. In questo caso sono illustrati l'impegno non privo di difficoltà dell'uomo maturo nell'accudire e indirizzare per il meglio un giovane sfiduciato.

## Trama
Sulla strada per Madison, Matt Dow, un uomo dal passato oscuro in cerca di rifarsi una vita, incontra Davey, un giovane del posto. Fatta amicizia, lungo il cammino i due sparano ad un falco, proprio mentre sopraggiunge un treno che, in quello stesso punto, aveva subìto una rapina poche settimane prima. La paura di un nuovo assalto fa sì che dal treno venga gettato il sacco di banconote che vi si custodiva, direttamente ai presunti banditi. I due, intuito il fraintendimento si precipitano in città per restituire il denaro, ma vanno dritti incontro allo squadrone che lo sceriffo ha subito organizzato per eliminarli, non appena gli sono giunte le notizie all'arrivo del treno. Nell'agguato il ragazzo viene ferito gravemente, mentre Dow, caduto da cavallo, viene portato in città e giudicato immediatamente. Qui riesce inequivocabilmente a smontare le accuse ricevendo le scuse degli abitanti del luogo che rimproverano al loro sceriffo l'eccessiva avventatezza nel voler fare giustizia.
Davey, che non ha una famiglia, viene accudito dagli Swenson, padre e figlia da pochi anni giunti dalla Svezia e stabilitisi fuori città in una modesta fattoria. Matt decide di accudire il ragazzo sentendosi in parte responsabile di tutto l'accaduto, e mentre questi migliora pian piano lui intesse un bel rapporto con Helga Swenson e si rende utile anche alla fattoria. Il ragazzo guarisce ma la gamba fratturata non torna sana, lasciandolo per sempre zoppo. Gli abitanti, consci delle loro colpe, offrono a Davey una buona occupazione ben remunerata come compenso, ma lui rifiuta dicendo di non voler accettare la beneficenza. A Matt invece viene offerto il posto da sceriffo che si è liberato. Matt Dow, vista anche la buona paga offerta, accetta ottenendo anche di potersi scegliersi il vice, che sarà proprio il suo "figlioccio" Davey.
Dopo mesi di sostanziale inattività per lo sceriffo e il suo vice, Madison è scossa da un tentativo di rapina alla banca. Un rapinatore è catturato subito, l'altro riesce a prenderlo Dow, tutto da solo, dopo un lungo inseguimento. Quando Dow torna in città scopre che Davey non è riuscito a tenere a bada la folla che ha preso il primo rapinatore, l'ha giustiziato, ed ora festeggia. Matt va su tutte le furie ma concede ugualmente al ragazzo la possibilità di rifarsi, portando al sicuro Morgan, il secondo criminale, prima che venga linciato. Come risultato Morgan riesce a scappare e Davey, stanco di dover giustificare la sua inadeguatezza, lascia l'incarico di vice-sceriffo.
Matt sposa Helga e si stabilisce nella fattoria degli Swenson. Nel giorno di Pasqua, mentre tutta la cittadinanza è riunita in chiesa, e dunque inerme e disarmata, arriva la banda di Morgan per una nuova rapina. Il colpo stavolta è di grande entità. Nell'azione è accidentalmente ucciso il padre di Helga, mentre Dow viene riconosciuto da uno dei criminali, sollevando qualche sospetto nella popolazione, sulla sua effettiva integrità. La banda fugge col bottino e, anche se l'impresa pare disperata, Dow, anche perché non si sollevi alcun dubbio sulla sua buonafede, si getta all'inseguimento, volendo con sé, per una volta ancora, Davey, ex vice-sceriffo, ormai commesso di negozio.
La banda viene decimata dai Comanche ma riesce a mettere in salvo il bottino anche grazie a Davey, in realtà complice di Morgan, che, sempre con l'aiuto del ragazzo, crede di aver fatto fuori Dow. Nel drammatico finale Dow, salvo per miracolo, raggiunge i due malfattori, spara a Morgan e poi quando fa per prendere Davey per consegnarlo alla giustizia, vedendo che questi sta per impugnare la pistola, lo fredda. Non prima che lo stesso Davey, in effetti, gli abbia salvato la vita impedendo che Morgan, a terra ma ancora vivo, lo uccidesse alle spalle.
La banda è completamente sgominata, compreso il traditore Davey, autore però di un ultimo generoso gesto, costatogli per altro carissimo. Dow torna in città, da solo, con il bottino recuperato. È un trionfo per lui che, interrogato sulla sorte di Davey, attribuisce al suo sacrificio il successo dell'operazione preferendo onorarne l'ultimo gesto piuttosto che macchiarne la memoria riferendo tutta l'amara verità.